# Radonovo lemma
Radonovo lemma je tvrzení v kombinatorické geometrii, které říká, že dostatečně velkou množinu bodů v prostoru lze rozdělit na dvě části tak, aby se jejich konvexní obaly protínaly. Toto lemma se používá například v důkazu Hellyho věty a je elementárním výsledkem kombinatorické geometrie. Johann Radon je formuloval v roce 1921.

## Znění lemmatu
Nechť {\displaystyle X=\{x_{1},x_{2},\dots x_{n}\}\subset \mathbb {R} ^{d}} a {\displaystyle n\geq d+2}. Potom existuje rozdělení {\displaystyle A,B\subset X:A\cap B=\emptyset \wedge A\cup B=X} takové, že {\displaystyle \mathrm {conv} (A)\cap \mathrm {conv} (B)\neq \emptyset }.

## Důkaz
Nechť {\displaystyle X} je množina bodů ze znění lemmatu. {\displaystyle n\geq d+2}, tedy {\displaystyle X} je afinně závislá množina. Tedy existují {\displaystyle \alpha _{1},\alpha _{2},\dots ,\alpha _{n}\in \mathbb {R} ,\sum _{i=1}^{n}\alpha _{i}=0} takové, že {\displaystyle \sum _{i=1}^{n}\alpha _{i}x_{i}=0} je netriviální kombinace.
Definujme {\displaystyle A=\{x_{i}\,|\,\alpha _{i}>0\},B=X\setminus A} a hodnotu {\displaystyle S=\sum _{x_{i}\in A}\alpha _{i}\neq 0}. Potom také platí {\displaystyle -S=\sum _{x_{i}\in B}\alpha _{i}}, protože {\displaystyle \sum _{i=1}^{n}\alpha _{i}=0}.
Potom bod {\displaystyle z=\sum _{x_{i}\in A}{\frac {\alpha _{i}}{S}}x_{i}} je konvexní kombinací bodů v {\displaystyle A}, protože {\displaystyle \forall i\in J_{A}=\{j\in \{1,2,\dots ,n\}\,|\,x_{j}\in A\}:{\frac {\alpha _{i}}{S}}\geq 0} a platí {\displaystyle \sum _{i\in J_{A}}{\frac {\alpha _{i}}{S}}={\frac {1}{S}}\sum _{i\in J_{A}}\alpha _{i}={\frac {1}{S}}S=1}.
Zároveň ale {\displaystyle z=\sum _{x_{i}\in B}{\frac {-\alpha _{i}}{S}}x_{i}}, což je opět konvexní kombinace bodů v {\displaystyle B} z analogických důvodů. Tedy {\displaystyle z} je v konvexním obalu {\displaystyle A} i {\displaystyle B} a proto {\displaystyle \mathrm {conv} (A)\cap \mathrm {conv} (B)\supseteq \{z\}\neq \emptyset }.